# Corneller mascle
El corneller mascle (Cornus mas) és una espècie del gènere Cornus originària del sud d'Europa i sud-oest d'Àsia.
Als Països Catalans només s'ha trobat al Rosselló i Vallespir en rouredes entre els 500 i 1000 m d'altitud.
És un arbust o un petit arbre que fa de 5–12 m d'alt. Les fulles són oposades de 4–10 cm de llarg i 2–4 cm d'ample, són d'ovades a oblongues i amb el marge enter. Les flors són petites (5–10 mm de diàmetre), amb 4 pètals en grups de 10–25 i floreix a finals d'hivern. El fruit és una drupa vermella i oblonga amb una sola llavor.

## Usos

### Fruit
El fruit cru és astringent. Madura després de caure de l'arbre i aleshores és de color vermell fosc. Se'n fa melmelades. A l'Azerbaidjan i Armènia, es destil·la el fruit per fer-ne vodka, i a Turquia i Iran es menja salat i en una beguda freda tradicional.

### Flors

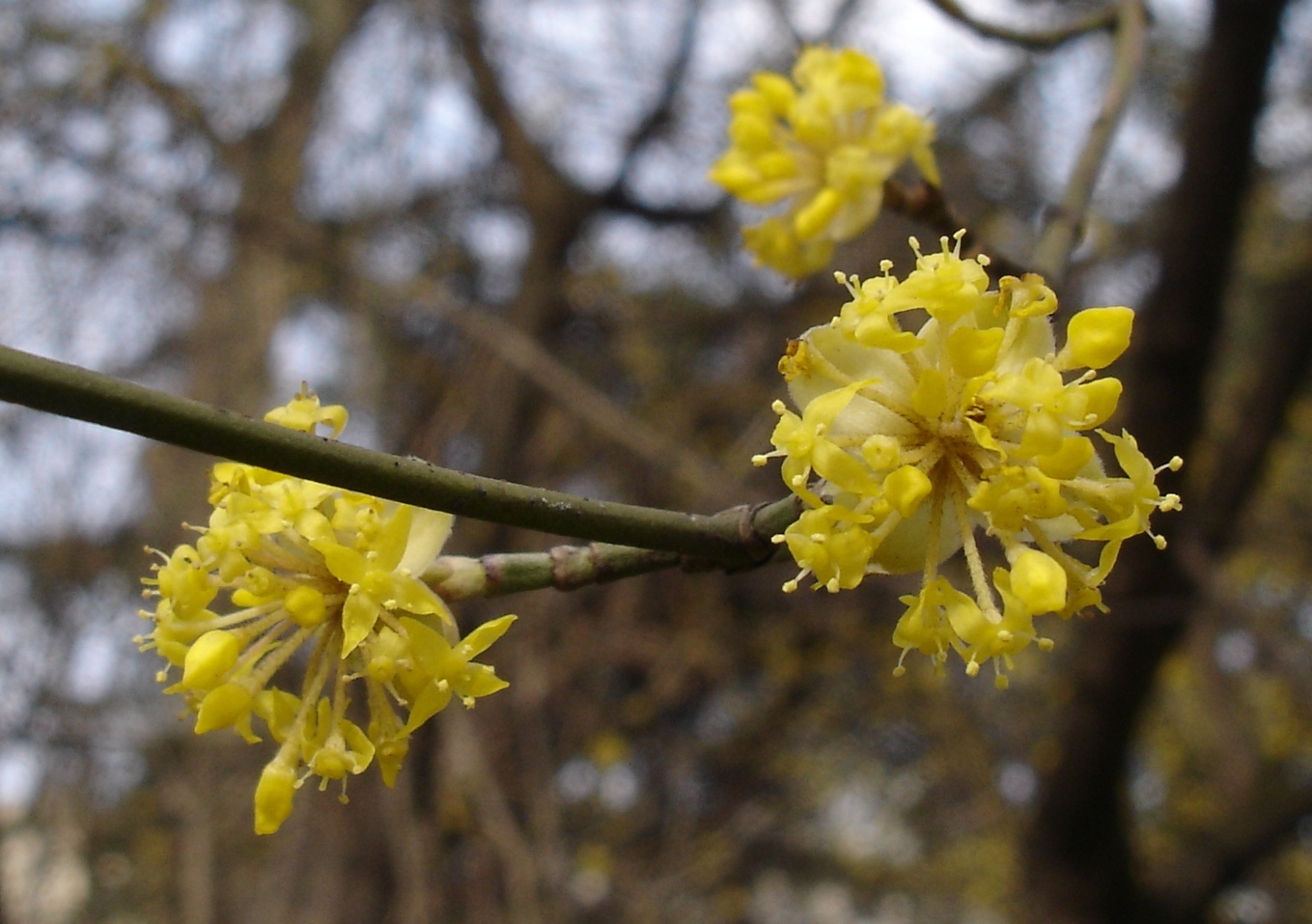
Flors

Es fa servir de planta ornamental, ja que les flors s'obren molt aviat, abans que les de la forsythia.

### Fusta
Té la fusta extremadament densa i té moltes aplicacions. El corneller mascle el van fer servir els grecs antics per construir llances, arcs i javelines.